# USS Leutze (DD-481)
USS Leutze (DD-481) là một tàu khu trục lớp Fletcher được Hải quân Hoa Kỳ chế tạo trong Chiến tranh Thế giới thứ hai. Nó là chiếc tàu chiến duy nhất của Hải quân Mỹ được đặt theo tên Chuẩn đô đốc Eugene H. C. Leutze (1847–1931), người tham gia cuộc Nội chiến Hoa Kỳ và cuộc Chiến tranh Tây Ban Nha-Hoa Kỳ. Nó hoạt động cho đến hết Thế Chiến II, ngừng hoạt động năm 1945 và bị bán để tháo dỡ năm 1947. Nó được tặng thưởng năm Ngôi sao Chiến trận trong Thế Chiến II.

## Thiết kế và chế tạo
Leutze được đặt lườn tại Xưởng hải quân Puget Sound, Bremerton, Washington vào ngày 3 tháng 6 năm 1941. Nó được hạ thủy vào ngày 29 tháng 10 năm 1942; được đỡ đầu bởi cô Caroline Rowcliffe, cháu ngoại Chuẩn đô đốc E. H. C. Leutze, con gái Chuẩn đô đốc Gilbert Jonathan Rowcliff; và nhập biên chế vào ngày 4 tháng 3 năm 1944 dưới quyền chỉ huy của Hạm trưởng, Trung tá Hải quân B. A. Robbins, Jr.

## Lịch sử hoạt động
Sau khi hoàn tất việc chạy thử máy, Leutze tiếp tục hoạt động huấn luyện trong các chuyến đi hộ tống đến Trân Châu Cảng và Eniwetok trong tháng 6 và tháng 7 năm 1944. Vào ngày 2 tháng 8, nó rời Seattle, Washington để đi sang vùng chiến sự, huấn luyện ôn tập tại vùng quần đảo Hawaii và quần đảo Solomon để chuẩn bị tham gia Chiến dịch Quần đảo Palau. Đi đến ngoài khơi Peleliu vào ngày 12 tháng 9, ba ngày trước ngày đổ bộ, nó bắn phá các vị trí đối phương trên bờ, chịu đựng những thương vong đầu tiên do mảnh đạn pháo đối phương bắn suýt trúng. Rút lui vào ngày 24 tháng 9, nó gia nhập Đội đặc nhiệm 77.2 tại đảo Manus thuộc quần đảo Admiralty, chuẩn bị cho việc tấn công tái chiếm Philippines.
Các hoạt động ngoài khơi Leyte bắt đầu vào ngày 18 tháng 10, chỉ với ít sự kháng cự lại việc bắn phá chuẩn bị, nhưng tăng lên đến cao trào trong Trận chiến vịnh Leyte vào các ngày 24 và 25 tháng 10. Leutze, thoạt tiên nổ súng vào một máy bay đối phương hai ngày trước đó, chịu đựng 11 người thương vong vào sáng ngày 24 tháng 10 khi bị đánh trúng trong một cuộc ném bom và bắn phá càn quét của đối phương. Đêm đó, trong eo biển Surigao, cùng các tàu chiến thuộc Đệ Thất hạm đội dưới quyền Chuẩn đô đốc Jesse B. Oldendorf, nó tấn công bằng ngư lôi Lực lượng phía Nam Hải quân Nhật Bản dưới quyền Phó đô đốc Shoji Nishimura. Trong trận đối đầu cuối cùng giữa hai lực lượng mặt biển trong lịch sử, Nishimura mất hai thiết giáp hạm và ba tàu khu trục trong một nỗ lực vô vọng tìm cách vượt qua eo biển để tấn công hạm đội đổ bộ Hoa Kỳ. Sau khi lực lượng tàu nổi bị đánh bại, Nhật Bản chuyển sang kháng cự bằng không kích cảm tử. Cho dù Leutze thoát được mà không bị thiệt hại, chỉ trong ngày 1 tháng 11, bốn tàu chị em của nó đã bị đánh đắm bởi những máy bay Kamikaze.
Sau một đợt đại tu, Leutze khởi hành từ Kossol Roads vào ngày 1 tháng 1 năm 1945 để tham gia cuộc đổ bộ lên vịnh Lingayen trên đảo Luzon, Philippines. Trên đường đi nó đã cứu vớt một thủy thủ bị rơi xuống nước từ tàu sân bay hộ tống Makin Island (CVE-93). Nó tiến vào vịnh Lingayen vào ngày 6 tháng 1, làm nhiệm vụ bắn pháo hỗ trợ, và vào ngày 7 tháng 1 đã đánh chìm một tàu tuần tra Nhật Bản rồi sang ngày 9 tháng 1, một tàu tấn công cảm tử nhỏ chất đầy thuốc nổ.
Trong đợt tấn công tiếp theo, đảo Iwo Jima được chọn làm mục tiêu vì cung cấp một sân bay dự phòng quan trọng cho các cuộc không kích của máy bay ném bom hạng nặng lên chính quốc Nhật Bản. Leutze chuẩn bị bằng việc thực hành cùng các đội phá hoại dưới nước tại Ulithi và thực tập tại Saipan trước khi lên đường, đi đến Iwo Jima vào ngày 16 tháng 2. Bất chấp các cuộc ném bom và bắn phá nặng nề của máy bay và tàu chiến Hoa Kỳ, sự kháng cự của đối phương mạnh đáng kể.
Đang khi bảo vệ các người nhái hải quân thuộc các đội phá hoại dưới nước vào ngày 17 tháng 2, Leutze trúng một quả đạn pháo tại phía sau ống khói phía trước. Nó tiếp tục trực chiến để hoàn tất phiên nhiệm vụ, trước khi chuyển sĩ quan chỉ huy bị thương nặng và ba người bị thương sang tàu khác. Đại úy Hải quân Leon Grabowsky được đề bạt làm sĩ quan chỉ huy, trở thành vị hạm trưởng tàu khu trục hiện đại trẻ nhất trong lịch sử Hải quân Hoa Kỳ ở tuổi 27 năm và bốn tháng. Leutze được cho rút lui về Ulithi để sửa chữa vào ngày hôm sau, quay trở lại Iwo Jima vào đầu tháng 3, nhưng chỉ ở lại đây trong bốn ngày, khi phần lớn hạm đội được huy động cho Chiến dịch Iceberg nhằm chinh phục Okinawa.
Chiến dịch đổ bộ lớn cuối cùng trong chiến tranh, không giống như tại Iwo Jima, nằm trong tầm hoạt động của máy bay cất cánh từ các sân bay ở chính quốc Nhật Bản. Đang khi hộ tống cho thiết giáp hạm New York (BB-34) cho cuộc bắn phá chuẩn bị vào ngày 27 tháng 3, Leutze tiến hành hai lượt tấn công bằng mìn sâu mà cuối cùng đã đánh chìm một tàu ngầm bỏ túi. Trong chuyến đi thứ hai cùng các tàu tuần dương hạng nhẹ Mobile (CL-63) và Oakland (CL-95), nó đi đến ngoài khơi Okinawa vào ngày 3 tháng 4, hai ngày sau ngày D nhưng kịp lúc vào đợt không kích đầu tiên của Chiến dịch Ten-Go, cuộc không kích hàng loạt của các máy bay tấn công tự sát Kamikaze.
Trong đợt không kích đầu tiên khi một số chiếc lọt qua được hàng rào máy bay tiêm kích tuần tra chiến đấu trên không ở vòng ngoài vào ngày 6 tháng 4, Leutze bắn rơi hai máy bay đối phương, rồi thêm một chiếc nữa sau đó. Bất chấp nguy hiểm, nó đã tiếp cận để trợ giúp cho tàu khu trục Newcomb (DD-586) bị đánh trúng ba lần và đang cháy. Chiếc Kamikaze thứ tư hướng vào Newcomb đã sượt qua sàn tàu của Leutze và quả bom của nó phát nổ ở đuôi tàu bên mạn trái. Cú tấn công đã khiến hư hại đuôi tàu, làm bảy người mất tích, một người thiệt mạng cùng 30 người khác bị thương. Đại úy quyền Hạm trưởng Leon Grabowsky của Leutze được tặng thưởng Huân chương Chữ thập Hải quân do đã hoạt động dũng cảm để trợ giúp Newcomb và chiến đấu cho sự sống sót của tàu mình.
Gọi quay trở về tàu các đội tham gia chữa cháy trên Newcomb, Leutze rút lui khỏi khu vực, kiểm soát sự ngập nước, và được kéo đến nơi thả neo Kerama Retto để được sửa chữa khẩn cấp. Nó lên đường vào ngày 10 tháng 7, đi ngang qua Guam và Trân Châu Cảng để quay về Hoa Kỳ, về đến xưởng tàu của hãng Hunters Point Drydocks tại San Francisco vào ngày 3 tháng 8. Công việc sửa chữa nó bị ngừng lại sau khi chiến tranh kết thúc, và Leutze được cho xuất biên chế vào ngày 6 tháng 12 năm 1945. Tên nó được cho rút khỏi danh sách Đăng bạ Hải quân vào ngày 3 tháng 1 năm 1946, và lườn tàu được bán cho hãng Thomas Harris ở Barber, New Jersey vào ngày 17 tháng 6 năm 1947 để tháo dỡ.

## Phần thưởng
Leutze được tặng thưởng năm Ngôi sao Chiến trận do thành tích phục vụ trong Thế Chiến II.